# Драго Роксандић
Проф. др Драго Роксандић (Петриња, 12. јануар 1948) историчар и професор је Универзитета у Загребу.

## Биографија
Основно школовање стицао у Сиску, Чапљини и Мостару, а од 6. разреда континуирано се образовао у Загребу. То укључује и средњошколску образовање, стечену највећим делом на 5. загребачкој гимназији. Студије филозофије и социологије започео је 1966. године на Филозофском факултету у Загребу. Иако студије није прекидао, није их завршио због радних обавеза у Београду од 1969. године. Године 1971. уписао је студије историје на Филозофском факултету у Београду и редовно иха завршио 1975. године с одличним просеком оцена.
Постдипломске студије историје уписао је 1976. године на Филозофском факултету у Београду, а 1978. године изабран је за асистента-приправника на Катедри за историју народа Југославије у новом веку, на истом факултету. Будући да је његов магистериј требало да буде из проблематике историји Сења и Приморске крајине крајем 17. и почетком 18. века, током 1978. године провео је пет месеци на студијском боравку у Бечу. На Филозофском факултету у Београду магистрирао је 1980. године радом Буне у Сењу и Приморској крајини 1719–1722. године, а потом је изабран за асистента на наведеној катедри. Рад је истовремено био прихваћен за штампање у радовима Института за хрватску историју у Загребу те је обелодањен у потпуности. Године 1980. постао је стални спољни сарадник Института за хрватску историју.
Будући да је докторску дисертацију требало да ради из проблематике Војне крајине под француском влашћу, такмичио се за једногодишњу француску стипендију, коју је и реализовао 1980. године. Дисертацију Војна Хрватска - La Croatie militaire: Крајишко друштво у Француском царству (1809–1813) завршио је 1986. године, али је због начелних разлога прекинуо процедуру њене одбране на Филозофском факултету у Београду. Пријавио ју је на Филозофском факултету у Загребу, где ју је и одбранио 1988. године. Исте је године стекао звање научног сарадника на истом факултету. Дисертација је била интегрално објављена у два тома у издању Школске књиге и Стварности 1988. године.
Године 1989. био је искључен из наставе на Филозофском факултету у Београду, а радни однос је прекинуо 1990. године. У међувремену је боравио као гост-предавач на Универзитету Јејл (САД), и на Филозофском факултету у Задру. После одласка из Београда конкурисао је за место доцента на Катедри за светску историју новог века Одсека за историју Филозофског факултета у Загребу, где је и изабран крајем 1990. године.
Од јула 1991. до јуна 1992. године био је истраживач-гост у Институту за хуманистичке науке (нем: Institut für die Wissenschaften vom Menschen) у Бечу. Тамо је боравио више пута и касније до 1999. године као истраживач-гост на пола године, месец дана и на кратким боравцима. У четворогодишњем периоду био је и дописни члан тог института као један од оснивача и водитеља дугорочног истраживачког пројекта "Поновна мишљења постратне историје Еуропе" (енг: Re-Thinking the Post-War History of Europe).
Као гост-предавач почео је да сарађује са Средње-европским универзитетом (CEU) у Будимпешти, а од 1995. године на истом је универзитету добио статус сталног гостујућег професора на одсеку за историју и та сарадња траје до данас.
Од 1. октобра 2000. године прочелник је Одсека за историју и шеф Завода за хрватску историју Филозофског факултета у Загребу. У мају 2001. године у саставу Завода за хрватску историју на његову је иницијативу утемељен Центар за компаративнохисторијске студије.
Свих ових година судјеловао је у раду на преко 110 научних скупова у Хрватској, Француској, Мађарској, Аустрији, Шпанији, Немачкој, САД, Чешкој, Русији, Словенији, Швајцарксој, Украјини, Луксембургу, Великој Британији, Италији, Бугарској, Изреалу, Турској и Србији. Значајнији број скупова тицао се српско-хрватских односа.
Члан је Хрватског повјесног друштва, ХАЗУ, Матице хрватске, Српског културног друштва „Просвјета“, Савета Центра за студије Балканског друштва и културе Универзитета у Грацу и Уређивачког одбора Крлежијане.
Француски амбасадор у Загребу одликовао га је 2005. године орденом официра Реда Академских палми.

### Пројекти
Свих је ових година члан Уредништва Библиотеке „Клио Кроатика" у Школској књизи, а почетком 1990. године, у сарадњи са професором Игором Караманом покренуо је библиотеку "Историја и хисторија" у „Наприједу“ (сада „Наклада Љевак"), која и данас делује. Године 1994, у сарадњи са „Накладом Барбат“, покренуо је библиотеку „хоминес, темпора, лоци“, која исто тако и сада делује. У „Наклади Барбат“ један је од иницијатора и сарадника на пројекту вишесвешчане хрватске историје новог века, тј. од 16. века до данас.
Свих протеклих година учествује у раду пројекта "Основни документи хрватске повијести", који води проф. др Никша Станчић. Од 1997. године утемељивач је и један од двојице водитеља међународног истраживачког пројекта „Триплек Конфиниум", који је настао универзитетском сарадњом из Загреба, Будимпеште и Беча. Загребачки истраживачки тим редовно одржава стручне расправе, а одржане су и три међународне конференције (Будимпешта 1997, Беч 1998. и Задар 2000).
На његову иницијативу 1994, односно 1995. године основане су Хрватско-француска историјска радионица и Хрватско-немачка историјска радионица, које као изборни курсеви и истраживачки пројекти делују и данас. Године 1995. конституисао је и Дипломску радионицу.